# Масуни
Масуни (пол. Masuny, нім. Massaunen) — село в Польщі, у гміні Семпополь Бартошицького повіту Вармінсько-Мазурського воєводства.
Населення — 178 осіб (2011).

## Демографія
Демографічна структура станом на 31 березня 2011 року:
|          | Загалом | Допрацездатний вік | Працездатний вік | Постпрацездатний вік |
| -------- | ------- | ------------------ | ---------------- | -------------------- |
| Чоловіки | 87      | 18                 | 66               | 3                    |
| Жінки    | 91      | 13                 | 61               | 17                   |
| Разом    | 178     | 31                 | 127              | 20                   |